# 能高鞍部
能高鞍部，又稱能高埡口，是台灣中央山脈主脊北段著名高山奇萊山與能高山之間的最低鞍部，旅遊景點能高越嶺道在此附近越嶺中央山脈，海拔2,765公尺，位於南投縣仁愛鄉精英村與花蓮縣秀林鄉銅門村交界，地形處於中央山脈奇萊山區的南華山（能高北峰）與能高山區的卡賀爾山之間的緩平草原鞍部。在鞍部附近豎有一座紀念碑，碑身東面（花蓮縣方向）題「光被八表」四字，其西面（南投縣方向）題「利溥民生」四字，這是蔣中正、蔣經國二位為視察台灣電力公司東西輸電線，於1953年8月在最低鞍北側約1公里處、海拔2,798公尺立碑紀念，也是整條東西輸電線的最高點，2006年9月此碑被雷電擊中，碑體頂端約三分之一斷裂，頂端「光」「利」二字掉落，後將此二字黏回，然碑體高度未能復原。能高越在紀念碑北側約70公尺處越嶺，海拔2,802公尺。:265-266紀念碑與能高越越嶺點行政區位於南投縣仁愛鄉都達村與花蓮縣秀林鄉銅門村交界。能高埡口也是台灣地形學分區中央粘板岩山地、脊梁山脈、中央山脈主脊在南湖山塊與能高、干卓萬山塊的分界線。:205-208

## 周邊景點
- 能高越嶺古道
- 天長斷崖
- 能高北峰（南華山）
- 卡賀爾山